# 7274 Washioyama
7274 Washioyama (1982 FC) là một tiểu hành tinh vành đai chính được phát hiện ngày 21 tháng 3 năm 1982 bởi T. Seki ở Geisei.